# سويسرا في الألعاب الأولمبية الصيفية 2012
سويسرا في منافسات دورة الألعاب الأولمبية الصيفية 2012 التي اقيمت في لندن، المملكة المتحدة في الفترة من 27 يوليو إلى 12 أغسطس 2012. وهذه هي المرة رقم 27
التي تشارك فيها سويسرا في دورة الألعاب الأولمبية الصيفية، بعد ان شاركت في جميع الدوارات السابقة.
يتكون الوفد الأولمبي السويسري، بقيادة جيلي جيان، من 102 رياضي؛ 72 رجلا و30 امرأة. وحمل علم سويسرا في افتتاحية الدورة ستانيسلاس فافرينكا لاعب التنس الذي فاز بذهبية زوجي الرجال مع الأسطورة روجيه فيدرر في بكين 2008. تمكن الاعبين السوسرين المشاركين في 18 رياضة من الفوز بأربع ميداليات؛ ذهبيتين وفضيتين. وبهذا احتلت سويسرا المركز 33 في جدول ترتيب الميداليات.
من بين من حصلوا على الميداليات يوجد السويسري نينو اسشورتر، الذي حصل على ميداليته الأولمبية الثانية، وهي فضية، في سباق الدراجات الجبلية للرجال. وستيف جيرارد الذي فاز بالميدالية الذهبية الأولى لسويسرا في رياضة قفز العرض الفردى ة منذ 88 عاماً. ونيكولا سبيرينج التي أصبحت البطلة الأولمبية الثاني في رياضة السباق ثلاثي منذ بدايتها كرياضية أوليمبية في عام 2000. واخيراً نجد اللاعب السويسري والمصنف الأول على العالم روجر فيدرير، الذي فاز بالمادلية الفضية في بطولة التنس الفردية للرجال بعد خسارته في المباراة النهائية أمام اللاعب البريطاني اندي موراي.
كان هنال فرص عديدة أمام الرياضيين السويسريين للفوز بميداليات، ومع ذلك، لم يستطيعوا تحقيق اهدافهم. فعلى سبيل المثال البطل الأولمبي، فابيان كانسيلارا، المصنف السابع في سباق الدراجات عكس عقارب الساعة على الطريق بعد أن سقط خلال السباق على الخط. لم يحقق الوفد السويسري أهدافه برغم من انه يعتبر من أفضل 25 دولة من قيل الجمعية الوطنية أولمبك سويس التي تمثل سويسرا في اللجنة الدولية الأولمبية. حيث فاز بعدد ميداليات أقل من الميداليات التي فازت بها في الدورات الأربع السابقة من الألعاب الأولمبية الصيفية. وحصل الرياضيين السويسرين على 6 شهادات في مقابل 13 شهادة في 2008. وقال جيلي جيان أن تلك النتائج غير مرضية.

## الاستعدادات والأهداف
تستعد الجمعية الوطنية أولمبك سويس التي تمثل سويسرا في اللجنة الدولية الأولمبية لخوض دورة الألعاب في لندن منذ عام 2008
بميزانية تقدر بنحو أربعة ملايين فرنك. وضعت اللجنة الوطنية المعايير لأختيار الرياضيين السويسرين، وتلك المعاير أكثر من تلك التي وضعتها الأتحادات الرياضية الدولية. أعلن جيلي جيان رئيس بعثة الوفد السويسري، وقبل عام من انتلاق دورة الألعاب انه «وفقا للمبادئ والمعاير الذي اعتمدها المجلس التنفيذي «أولمبك سويس» لأختيار الرياضين المشاركين من الرجال والنساء، يجب أن يكون لديهم القدرة اللازمة لكى يتم تصنيفهم من ضمن المراكز العشرة الأولى في لندن، بغض النظر عن عدد من المنافسين في البداية.» ومع ذلك يجب على الرياضيين والسباحين، أن يكون لديهم القدرة للوصول إلى المراكز ال16 الأولى. توقع جيلي جيان أن يكون وفداً رياضياً كبيراً وطموحاً. كما تم وضع برنامج جديد للمدربين استعدادً لدورة الألعاب، كما أعلن جيلي جيان ان هدف الجمعية الوطنية «أولمبك سويس» أن تكون سويسرا ضمن المراكز ال25 الأولى في نهاية الدورة. يعد هذا الهدف «طموح» ولكن يمكن تحقيقه.
وفي يوليو 2012، أعلن جيلي جيان: أنه ليس من الضرورى الحصول على 8 أو 10 ميدليات، وإن تحقيق 5 أو 7 ميداليات تعتبر نتيجة جيدة.

## الوفد
كونت الجمعية الوطنية «أولمبك سويس» وفداً من 102 رياضياً؛ 72 رجلا و 30 امرأة للمشاركة في 18 رياضة والمنافسة على 21 دوري. ان كرة القدم هي العبة الجماعية الوحيدة التي شاركت فيها سويسرا. أما عن الرياضات الفردية، فكانت سويسرا هي الأكثر عدد في كل من الرياضات التالية؛ ألعاب قوى 14 رياضياً وركوب الدراجات 11 رياضياً، بحضور 80 مدرباً. وهذا يقدر بنحو مدرب لكل لاعب، بصرف النظر لاعبى كرة القدم.
هنك 8 حصلوا على ميداليات ألمبية من قبل يمثلون جرء من الفريق السوسرى. وهم؛ باتريك هويتشار لاعب الكرة الطائرة الشاطئية وسفين ريدر لاعب السباق ثلاثي الذين حصلوا على الميداليات البرونزية في 2004. وراكب الدراجة فابيان كانسيلارا في السباق عكس عقارب الساعة، ولاعبى التنس؛ روجر فيدرير وستانيسلاس فافرينكا الذين فازوا بذهبية زوجي الرجال في بكين 2008.
وكل من ستيف جيرارد وبيس شاوييزر لاعبى الفروسية ونينو شاوتر الذي فاز بالمدلية البرنزية في سباق الدراجات في نفس العام. تعد هذة الدورة الأوليمبية الربعة الذي يشارك فبها كل من روجر فيدرير ومتسابق الماراثون فيكتور روثلين وفلافيو مارازى لاعب سباق المراكب الشراعية واندريه قيناربيرج في رياضة التجديف. وكان الوفد السوسرى يتضمن أكبر الرياضين سنن وهو بيس شاوييزر البالغ من العمر 49 عام. بينما كانت جوليا استندربرج لاعبة الجمبازالفني البالغة من العمر 18 عام هي الأصغر سنن.
والجدول التالى بين عدد الرياضين السويسريين الذين شاركوا في كل لعبة ؛
| الرياضة          | اللعبة                 | رجال | نساء | المجموع |
| ---------------- | ---------------------- | ---- | ---- | ------- |
| ألعاب القوى      | ألعاب القوى            | 4    | 10   | 14      |
| التجديف          | التجديف                | 8    | 0    | 8       |
| تنس الريشة       | تنس الريشة             | 0    | 1    | 1       |
| كانو-كاياك       | تزلج متعرج             | 1    | 1    | 2       |
| سباق الدراجات    | بي ام اكس              | 1    | 0    | 1       |
| سباق الدراجات    | على الطريق             | 5    | 0    | 5       |
| سباق الدراجات    | في تي تي               | 3    | 2    | 5       |
| ركوب الخيل       | ركوب الخيل             | 4    | 0    | 4       |
| مبارزة سيف الشيش | مبارزة سيف الشيش       | 2    | 1    | 3       |
| كرة القدم        | كرة القدم              | 18   | 0    | 18      |
| جمباز            | جمباز فني              | 1    | 1    | 2       |
| الجودو           | الجودو                 | 1    | 1    | 2       |
| المصارعة         | المصارعة               | 1    | 0    | 1       |
| السباحة          | السباحة                | 4    | 3    | 7       |
| السباحة          | السباحة المتزامنة      | 0    | 2    | 2       |
| التنس            | التنس                  | 2    | 0    | 2       |
| الرماية          | الرماية                | 5    | 2    | 7       |
| الرماية بالسهم   | الرماية بالسهم         | 1    | 1    | 2       |
| السباق الثلاثى   | السباق الثلاثى         | 2    | 2    | 4       |
| قوارب شراعية     | قوارب شراعية           | 5    | 1    | 6       |
| الكرة الطائرة    | الكرة الطائرة الشاطئية | 4    | 2    | 6       |
| المجموع          | المجموع                | 72   | 30   | 102     |

## الحياة في المدينة الأولمبية

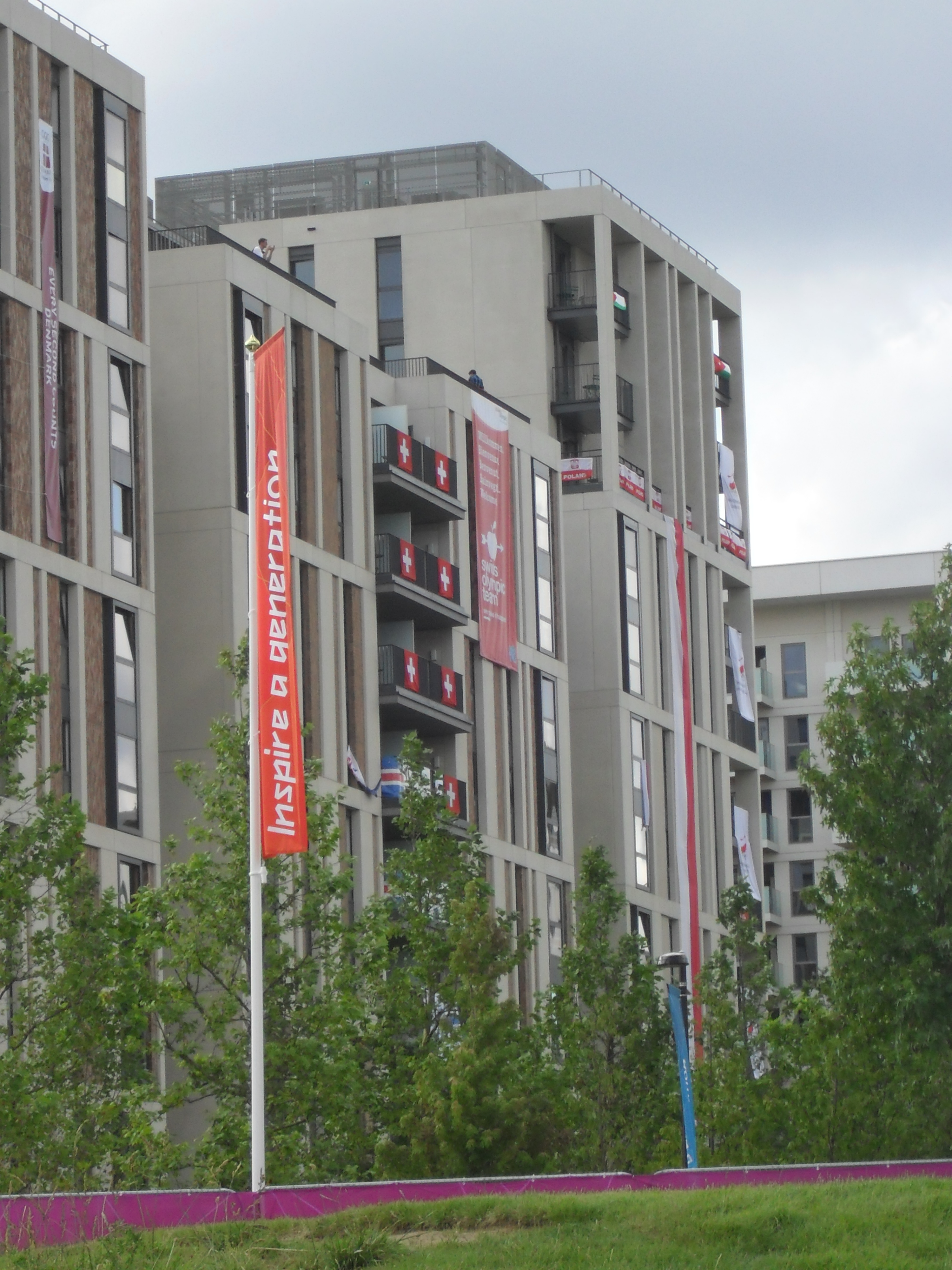
المبانى السكانية الخاصة بالرياضيين السويسريين في المدينة الأولمبية

في يوم 25 يوليو، وقبل يومين من حفل الافتتاح، شارك الوفد السويسري في حفل رفع العلم السويسري، الذي يقام في المدينة الأولمبية. حضر هذا الحفل كل من رئيس الاتحاد السوسري إيفلين فيدمر شلومبف، ووزير الخارجية السوسرى ديدييه بيركهالتر. قدمت فرقة «المجموعة الوطنية مسرح للشباب» العديد من العروض الفنية من رقص والغناء خلال حفل في مدة تقدر بنصف ساعة. حضر أيضاً كل من لاعبى قبرص وإسبانيا وإسرائيل والسنغال ليوشاهدوا بدورهم عملية رفع اعلام بلادهم في المدينة الألمبية. بعد ذلك قدم جيلي جيان رئيس الوفد السويسري، هدية إلى رئيس بلدية المدينة الأولمبية: أ جرس. ثم صرح قائلاً «لقد حان الوقت لتبدأ دورة الألعاب، فلقد امضبنا وقتاً طويلاً في الاستعداد لهذه الدورة والجميع متحمس الآن لدخول المعركة ولكن الآن فيجب على الجميع التركيز في المقام الأول. ».
اقم حوالى نصف عدد الرياضيين السويسريين في القرية الأولمبية في لندن، واما ما تبقى من الوفد السوسرى وعلى سبيل المثال لاعبوا التجديف والكانو-كاياك فاقاموا في المدينة الأولمبية اللامركزية، أو في بعض المنازل في لندن حيث يكون الجو أكثر هدوءاً والاعبين أقرب إلى مكان المنافسة. ولقد لجئ كل من روجيه فيدرر وستانيسلاس فافرينكا وفيكتور روثلين إلى هذا الخيار.
ولقد طلبت الجمعية الوطنية «أولمبك سويس» من الرياضين السوسريين أن يوغادروا المدينة الولمبية بعد ثلاثت أيام من المنافسة الاخيرة حتى لا يتعكر صفو اللاعبين ويواثر ذلك على ادائهم. كما يمكن لمن لم يحضر حفل الافتتاح، العودة لحضور الحفل الختامى.

## حفل الافتتاح وحفل الختام
الفريق الوطنى السويسري هو الفريق رقم 178 ؛ الذي دخل إلى ملعب لندن الأولمبي قبل سوريا وبعد السويد وذلك في حفل الافتتاح الذي اقيم يوم 27 يوليو. نال روجيه فيدرر شرف ان يحمل العلم السويسرا في حفل الأفتتاح للمرة الثالثة، بعد ان فاز في بطولة ويمبلدون في عام 2012 واصبح المصنف الأول على العالم. ومع ذلك فضل روجيه فيدرر ان يعطى فرصة للاعب اخر لكى يحمل العلم، ولقد نال هذا الشرف البطل الاولمبى ستانيسلاس فافرينكا، الذي حقق الفوز مع فيدرر في بكين 2008. يعد ستانيسلاس فافرينكا هو أول واحد من منطقة «روماند» وهي منطقة في سويسرا يتحدث اهلها اللغة الفرنسية الذي ينال شرف حمل العلم السويسري بعد هنارى شامرتن الذي حمل العلم السويسري في دورة الألعاب الأولمبية الصيفية 1968 التي اقيمت في مدينة ميكسيكو في المكسيك. كما نال أيضاً ستيفان لامبيل شرف حمل العلم السويسري في دورة الألعاب الأولمبية الشتوية 2010 التي اقيمت في فانكوفر، في مقاطعة كولومبيا البريطانية الكندية. ثم صرح فافرينكا بعد إعلان اللجنة الوطنية «أولمبيك سوس» «إنه لشرف بالنسبة لي ان أقود الرياضيين السويسريين في الاستاد الأولمبي كحامل للعلم، وأنا فخور لحمل العلم السويسري، فإن هذا يذكرني بوقت عظيم حين تلقيت ميدالية في بكين مع روجيه فيدرر». كان هناك حوالى 30 رياضى سويسري حاضرين منذ بدايت الدورة. وهناك بعض الرياضيين السويسريين دخول المنافسة في اليوم التالي، مثل فابيان كانسيلارا الذي لم يشترك في حفل الافتتاح الذي دام عدت ساعات حتى لا يتعب ويؤثر ذلك على ادائه في المنافسات. وبعض الاعبين الاخرين الذين لم يصلوا إلى لندن بعد. واما عن ملابس الرياضين السوسرين في حفل الافتتاح عبارة عن قميص أبيض، سترة حمراء وسراويل أو تنورة رمادية. كما مثلت إيفلين فيدمر شلومبف،
رئيس الاتحاد السويسري، رسميا سويسرا.
و في خلال حفل الختام الذي أقيم في بوم 12 أغسطس 2012 دخل الرياضين بأسلوب أقل رسمية وتلاهم حملة الاعلام لكل البلاد المشاركة. وكانت البطلة الولمبية نيكولا سبرينج بطلة الترياثلون هي من تحمل العلم السويسري.

## الجوائز
لقد حصل الوفد السويسري على العديد من الجوائز من ميداليات وشهادات أولمبية إلى جانب المكافأت المدية من قبل الجمعية الوطنية «أولمبك سويس».

### الميداليات
حصل الوفد السويسري على مجموع 4 ميداليات؛ ميدالياتين ذهب وميدالياتين فضة. تحتل سويسرا المركز 33 في ترتيب جدول الميداليات وفقاً لاأحصاء الرسمى اعتماداً على عدد الميداليات الذهبية. وتأتي في المركز 42 في المجموع الكلى للميداليات. لقد خصصت اللجنة الوطنية «أولمبك سويس» جائزة نقدية وقدرها 40 ألف فرنك عن كل ميدالية ذهبية ومبلغ 30 ألف فرنك عن كل ميدالية فضية و 20 ألف فرنك عن كل ميدالية برونزية.  والجداول الأتية توضح عدد الميداليات والفائزين بها في كل رياضة.
| الميدالية | اللعبة     | النوع                        | اللاعب        | الأداء                             | التاريخ       |
| --------- | ---------- | ---------------------------- | ------------- | ---------------------------------- | ------------- |
| ذهب       | الترياثلون | نسائية                       | نيكولا سبرينج | 1ساعة 59 دقيقة و 48 ثانية          | 4 أغسطس 2012  |
| ذهب       | ركوب الخيل | قفز الحواجز                  | ستيف جيرارد   | بدون نقاط جزاء                     | 8 أغسطس 2012  |
| فضة       | التنس      | فردي رجال                    | روجر فيدرير   | 6-2 و 6-1 و 6-4                    | 5 أغسطس 2012  |
| فضة       | ى تى تى    | سباق الدراجات الجبلية للرجال | نينو شاوتر    | 1 ساعة 28 دقيقة 8 ثوانى (+1 ثانية) | 12 أغسطس 2012 |

| الرياضة       | ذهب | فضة | برونز | المجموع |
| ------------- | --- | --- | ----- | ------- |
| ركوب الخيل    | 1   | 0   | 0     | 1       |
| الترياثلون    | 1   | 0   | 0     | 1       |
| سباق الدراجات | 0   | 1   | 0     | 1       |
| التنس         | 0   | 1   | 0     | 1       |
| المجموع       | 2   | 2   | 0     | 4       |

### الشهادات الأولمبية
كما حصل الوفد السويسر على 6 شهادات أولمبية.على النحو التالى؛
| المركز | اللعبة                   | النوع                          | الاعب                                                | الأداء                     | التاريخ       |
| ------ | ------------------------ | ------------------------------ | ---------------------------------------------------- | -------------------------- | ------------- |
| 8      | سباق الدراجات على الطريق | سباق على الخط للرجال           | جريجوري راست                                         | 5 ساعات 46 دقيقة و 5 ثوانى | 28 يوليو 2012 |
| 7      | سباق الدراجات على الطريق | سباق على الخط للرجال           | فابيان كانسلرا                                       | 52 دقيقة و 53 ثوانى 71     | 1 أغسطس 2012  |
| 5      | التجديف                  | أربع كوكسلس                    | ماريو جير وسيمون نيابمان وسيمون سشوراش ولوكاس تارمير | 6 دقيقة و 9 ثوانى 30       | 2 يوليو 2012  |
| 4      | ركوب الخيل               | قفز الحواجز                    | بول استرمان وستيف جيرارد وورنر موف وبيس شاوييزر      | 16 نقطت جزاء               | 6 أغسطس 2012  |
| 8      | الترياثلون               | للرجال                         | سفن ريدارر                                           | 1ساعة 47دقيقة و 46 ثانية   | 7 أغسطس 2012  |
| 8      | ى تى تى                  | سباق الدراجات الجبلية النسائية | استر سويس                                            | 1 ساعة 32 دقيقة 46 ثوانى   | 11 أغسطس 2012 |

## المنافسات

### احداث هامة
كان من الصعب على الوفد السويسري ان ينهي الأسبوع الأول من المنافسات دون تحقيق أي ميدالية، ففي يوم 26 يوليو، خلال منافسات سباق الدراجات على المضمار، فابيان كانسيلارا، المصنف ضمن المجموعة الرائدة، سقط على بعد 16 كيلومتراً من خط النهاية وانتهة بيه الأمر في المركز 106. بالإضافة إلى أن السباح دومينيك مياشترى الذي احتل المركز 6 في منافسات بكين 2008، أتى هذة المرة في المركز ال15 في منافسات 200 متر سباحة حرة، وذلك في يوم 29 يوليو. يعتبر العيد الوطنى، الذي يقام في 1 أغسطس من كل عام، يومً صعباً خاصة بالنسبة للفريق الأولمبي السويسري. حيث انهم الأبطال الأولمبيين، ففابيان كانسيلارا أحتل المركز السابع في سباق الدراجات عكس عقارب الساعة وزوجي السويسري روجيه فيدرر وستانيسلاس فافرينكاتم خرج في الجولة الثانية من بطولة التنس، كما خرج كل من فبيان كوتير المصنف الثاني على العالم ومكس هينزر المصنف الخامس على العالم من الجولة الثانية من بطولة المبارزة، بالأضافة إلى خروج فريق كرة القدم بعد أن خسر في مبارايتاين. وفي اليوم التالى حقق الفريق السويسري المركز الخامس في منافسات التجديف أربع كوكسلس وهذه تعتبر أفضل نتيجة حققها الوفد السيوسري حتى هذه اللحظة. وفي يوم 3 أغسطس ضمن روجيه فيدرر تحقيق أول ميدالية لبلده بعد أن فاز في مباراة الدور نصف النهائي ضمن منافسات فردى الرجال، وفي يوم 4 أغسطس وبعد تسعة أيام من مشاركة سويسرا في المنافسات، حققت لاعبة الترياثلون نيكولا سبرينج أول ميدالية لسويسرا قبل أن تصبح البطلة الأولمبية السويدية ليزا نوردن في نفس الوقت، وتم الفصل بينهما بصورة نهائية. وفي اليوم التالى خسر روجيه فيدرر في المبارة النهائية أمام منافسه البريطاني اندي موراي بنتيجة ثلاث مجموعات وبهذه التنيجة حصل فيدرر على الميدالية الفضية. وفي 6 أغسطس حقق الفريق السويسري للفروسية الركز الرابع في منافسات قفز الحواجز (جماعي) بفارق نفطتين فقط عن المركز الثالث للحصول على الميدلية البرونزية.أصبح ستيف جيرارد بطلاً إولمبيأً بعد ان فاز في نهائي منافسات قفز الجواجز بدون أن يخطء في إى محاولة وبهذا حقق الميدالية الذهبية الثانية لبلاده، وذلك يوم 8 أغسطس. كما حصل كل من سفن ريدارر لاعب الترياثلون واستر سويس لاعبة الفي تى تى إى سباق الدرجات الجبلية على شهادات أولمبية، وذلك يومي 7 و11 أغسطس   في حين احتلة السباح سوان أوبرسون المركز ال19 في سباق ال10 كيلومتر مياه حرة ذلك يوم 9 أغسطس، وفي يوم 12 أغسطس أي في يوم حفل أختتام الدورة، حصل نينو شاوتر لاعب الدرجات الجبلية على الميدالية الفضية بعد أن جاء في المركز الثاني خلف ياروسلاف كلها في محققًا بذلك الميدلية الفضية الثانية لبلاده.

### ألعاب القوى
شارك 14 رياضى سويسري في منافسات العاب القوى؛ 10 نساء و 4 رجال، وهذا يعتبر فريق الشباب حيث أن تسعة منهم تحت سن 25 عامً وأصغرهم سنن هي نومي زابرن البالغة من العمر 18 عامً. وكان اكبرهم سنن لاعب الماراثونفيكتور روسلين البالغ من العمر 37 عامً وهو أيضاً الأكثر خبرة من بين اللاعبين حيث أن هذه هي المرة الرابعة الزى يشارك فبها بالمنافسات دورة الألعاب الأولمبية، بعد أن حقق المركز 36 عام 2000 وتراجع في 2004 وحقق المركز السادس في 2008. وكان ويأمل بطل أوروبا ليكون أفضل رياضي نزيه، كما فعل في عام 2008. وقال أنه في قمة مستواه ويحلم بان يكون أفضل ماراثون في حياته هو في منافسات لندن. وهذه أيضاً ليست المشاركة الأولى للاعبة القفز بالزانة، نيكول بوخلر. التي احتلت المركز 22 في التصفيات المؤهلة في عام 2008. والتي احتلت المركز ال11 في بطولة العالم لألعاب القوى 2011، والتي تحلم بالحصول على شهادة في لندن 2012. وشارك كل من ريتو شنكل واليكس ويلسون وليا سبريتج في سباق 200 متر. وفي بطولة أوروبا 2012، أمضى فيدرر اليكس ويلسون 3/100 من المباراة النهائية.